# لوئیجینا پرورسی
لوئیجینا پرورسی (ایتالیایی: Luigina Perversi; ۳ فوریهٔ ۱۹۱۴ – ۲۶ اکتبر ۱۹۸۳) ژیمناست هنری اهل ایتالیا بود.